# Claudio Bonoldi
Claudio Bonoldi (Piacenza, 26 ottobre 1783 – Milano, 14 febbraio 1846) è stato un tenore italiano.

## Biografia
Bonoldi fu un tenore lirico. All'inizio della carriera fu particolarmente adatto a ricoprire parti nelle opere buffe. Successivamente, con l'evolversi del suo timbro vocale, divenuto più scuro e risonante, interpretò anche parti più drammatiche, come Pollione nella Norma, fino a ricoprire anche ruoli di basso-cantante, come Assur in Semiramide di Gioachino Rossini e Don Giovanni nell'opera di Wolfgang Amadeus Mozart.  Nel linguaggio musicale contemporaneo lo si potrebbe definire un baritenore.
Studiò canto nella sua città natale con il maestro Giacomo Carcani (1734-ca. 1820) e si perfezionò con il maestro B. Gherardi. Egli iniziò la sua carriera nel 1803, al Teatro d'Angennes di Torino esibendosi in parti di secondo mezzo carattere. Al Teatro alla Scala di Milano debuttò nel 1811 nella parte di Peronio nella prima esecuzione assoluta dell'opera Annibale in Capua di Giuseppe Farinelli. Nelle successive stagioni scaligere il tenore cantò frequentemente dal 1812 fino al 1826. Sempre alla Scala, il 26 settembre 1812 fu protagonista nella prima esecuzione assoluta dell'opera La pietra del paragone di Gioachino Rossini, con a fianco il contralto Marietta Marcolini e il basso Filippo Galli. Per il celebre compositore di Pesaro, Bonoldi cantò in altre tre opere in prima esecuzione assoluta: Sigismondo al Teatro la Fenice di Venezia il 26 dicembre 1814, Armida al Teatro San Carlo di Napoli l'11 novembre 1817, Bianca e Falliero al Teatro alla Scala il 16 dicembre 1819.
Bonoldi si esibì con continuità nei principali teatri italiani: Teatro San Carlo di Napoli, Teatro Argentina di Roma, Teatro Sant'Agostino di Genova, Teatro Comunale di Bologna, Teatro Ducale di Parma, Teatro Carcano di Milano, Teatro la Fenice di Venezia, Teatro Regio di Torino, Teatro Comunale di Trieste, Teatro della Società di Rovigo, Teatro degli Avvalorati di Livorno, Teatro Filarmonico di Verona, Teatro Municipale di Piacenza, Teatro lirico di Padova, Teatro Riccardi di Bergamo, Teatro Municipale di Cuneo. Gli importanti successi di pubblico ottenuti in Italia gli consentirono di essere scritturato anche nei teatri di Francia e Spagna, dove ottenne la nomina di Virtuoso da Camera del re di Spagna.
Suo cavallo di battaglia fu il personaggio di Vanoldo in La rosa bianca e la rosa rossa di Giovanni Simone Mayr, ma ebbe altre parti a lui congeniali come Giocondo in La pietra del paragone e il mozartiano Don Giovanni. Le cronache del tempo ci raccontano di un personaggio dal carattere piuttosto irruente: «cantante insigne e più insigne bastonatore d'uomini  e di giornalisti che passeggiava sempre armato d'una canna d'India». Si ritirò dalle scene nel 1842 e successivamente insegnò canto presso il conservatorio di Milano. Morì nel capoluogo lombardo

## Repertorio
- Giuseppe Farinelli
  - Annibale in Capua (Peronio), Milano, 1811
  - La chiarina (L'aiutante), Milano, 1815
- Giuseppe Mosca
  - Le bestie in uomini (Riccardo), Milano, 1812
  - I pretendenti delusi (Il conte Odoardo), Milano, 1813
- Stefano Pavesi
  - Nitteti (Amasi), Torino, 1811
  - Ser Marcantonio (Medoro), Milano, 1812
  - I riti d'Efeso (Agenore), Parma, 1812
  - Un avvertimento ai gelosi (il conte di Ripaverde), Milano, 1813
  - La muta di Portici (Masaniello), Venezia, 1831
- Pietro Generali
  - Adelina (Erneville), Trieste, 1812
  - L'amore prodotto dall'odio (Don Rammiro), Milano, 1813
  - Bajazet (Acmet), Torino, 1813
  - I baccanali di Roma (Sempronio), Faenza, 1818
  - Adelaide di Borgogna (Ottone), Milano, 1819
- Pietro Alessandro Guglielmi
  - Ernesto e Palmira (Ernesto), Milano, 1813
- Ercole Paganini
  - Cesare in Egitto (Tolomeo), Torino, 1814
- Carlo Coccia
  - Euristea (Tebandro), Venezia, 1815
- Ferdinando Paër
  - L'eroismo in amore, Milano, 1815
- Joseph Weigl
  - Il ritorno d'Astrea (Cantata), Milano, 1815
  - La famiglia svizzera (Jakob), Milano, 1816
- Michele Carafa
  - Ifigenia in Tauride (Oreste), Napoli, 1817
- Peter Winter
  - I due Valdomiri (Ulrico), Milano, 1817
- Giovanni Pacini
  - Vallace (Vallace), Milano, 1820
  - Temistocle (Temistocle), Milano, 1823
- Gioachino Rossini
  - La pietra del paragone (Giocondo), Milano, 1812
  - Sigismondo (Ladislao), Torino, 1814
  - Armida (Ubaldo e Germano), Napoli, 1817
  - Ciro in Babilonia (Baldassarre), Milano, 1818
  - Otello (Otello), Trieste, 1818
  - Bianca e Falliero (Contareno), Milano, 1819
  - Aureliano in Palmira (Aureliano), Venezia, 1820
  - Eduardo e Cristina (Carlo), Lucca, 1820
  - Maometto secondo (Paolo Erisso), Milano, 1824
  - Semiramide (Assur), Padova, 1824
- Domenico Cimarosa
  - Gli Orazi e i Curiazi (Marco Orazio), Parma, 1811
- Giovanni Paisiello
  - Il barbiere di Siviglia (Lindoro), Milano, 1811
- Giovanni Simone Mayr
  - Elisa (Teorindo), Milano, 1813
  - La rosa bianca e la rosa rossa (Vanoldo), Genova, 1813
  - Ginevra di Scozia (Polinesso), Milano, 1816
  - Atar (Assur), Genova, 1814
- Vincenzo Bellini
  - Norma (Pollione), Milano, 1832
  - Beatrice di Tenda (Filippo Visconti), Milano, 1833
- Gaetano Donizetti
  - L'esule di Roma (Fulvio) Trieste, 1833
  - Torquato Tasso (Torquato Tasso), Cuneo, 1835
  - Il furioso all'isola di San Domingo (Cardenio), Cuneo, 1835
- Giacomo Meyerbeer
  - Semiramide riconosciuta (Ircano), Torino, 1819
- Wolfgang Amadeus Mozart
  - Don Giovanni (Don Giovanni), Milano, 1816
- Carlo Evasio Soliva
  - La testa di bronzo (Federico), Milano, 1816
  - Berenice d'Armenia (Lucio Antonino), Torino, 1816
  - Giulia e Sesto Pompeo (Ottavio), Milano, 1817
- Paolo Bonfichi
  - Abradate e Dircea (Ciro), Torino, 1817
  - Beniowski (Igor), Venezia, 1831
- Gaspare Spontini
  - La Vestale (Cinna), Milano, 1824
- Gustavo Carulli
  - I tre mariti (Belmont), Milano, 1824
- Francesco Sampieri
  - Pompeo in Siria (Clearco), Milano, 1824
- Antonio Sapienza
  - Gonzalvo (Ferdinando), Milano, 1825
- Giuseppe Persiani
  - Danao re d'Argo (Danao), Livorno, 1827
- Giuseppe Nicolini
  - Ilda D'Avenel (Fergusto), Bergamo, 1828
  - Il conte di Lenosse (Clarendon), Venezia, 1830
- Ramon Carnicier
  - Elena e Costantino, Barcellona, 1822
  - Don Giovanni Tentorio, Barcellona, 1822